# Gravitációs mikrolencse

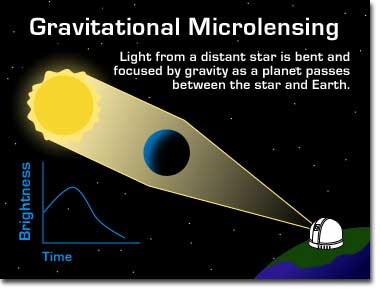
Gravitációs mikrolencse képződésének elméleti sémája

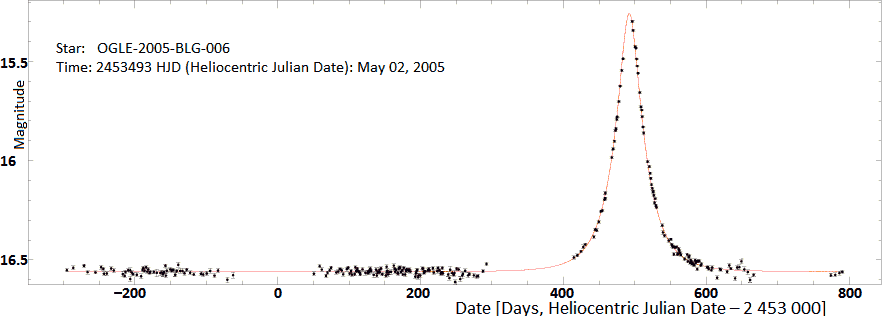
Gravitációs mikrolencse fénygörbéje

A gravitációs mikrolencse-hatás a gravitációs lencsék egy speciális esete, amikor a távoli fényforrás (csillag) előtt elhaladó, sötét égitest rövid időre fókuszálja (felerősíti) a fényforrás fényét. A jelenség számos olyan égitest felfedezésében segíthet, melyek túl halványak ahhoz, hogy egyéb, közvetlen módszerekkel észlelni lehessen őket (barna törpék, fekete lyukak). 
A módszer előnye, hogy az elektromágneses spektrum bármely tartományában alkalmazható, hátránya, hogy egy égitest ilyen észlelésére a csillag körüli keringése során csak egyszer van lehetőség, hiszen arra nincs esély, hogy az objektum mögött egy másik fényforrás is elhaladjon.
Exobolygók keresésénél a bolygó anyacsillaga és egy háttércsillag kerül egymással fedésbe, és az így kialakuló mikrolencsét befolyásolja a bolygó gravitációs hatása, melyből tömege és pályájának sugara is becsülhető. A jelenség természeténél fogva elsősorban csillagokban gazdag helyeken alkalmazható, az OGLE-program a Tejútrendszer középpontja felé, az ANGSTROM az Androméda-galaxis középpontja felé  keres exobolygókat ezzel a módszerrel.